# 파파로티
《파파로티》는 2013년에 개봉한 대한민국의 영화이다.

## 줄거리
건달이 클래식을 만났을 때!
영화 <파파로티>는 조직에 몸담고 있지만 노래에 천부적 재능을 지닌 성악 천재 건달 '장호'가 큰 형님보다 까칠한 음악 선생'상진'을 만나 펼쳐지는 이야기를 그린 작품이다.
가정 환경으로 인해 어린 나이에 건달세계에 들어간 '장호'는 융화될 수 없는 두 가지 재능을 타고나 밤에는 업소를 관리하는 건달로, 낮에는 성악가를 꿈꾸는 학생으로 살아간다. 건달 고딩 장호의 가장 무서운 상대는 큰 형님도, 상대 조직도 아닌 그의 진가를 척 보는 순간부터 무시해 버리는 시니컬 선생 '상진'이다.
이처럼 캐릭터의 전형을 뒤엎는 반전 매력으로 무장한 두 인물이 팽팽히 맞부딪히며 형성하는 갈등과 스토리는 예측을 빗나가는 의외성과 개성으로 시종일관 유쾌한 웃음을 만들어낸다. 그리고 물과 기름처럼 절대 섞일 것 같지 않았던 두 남자가 각종 사건 속에서 교감하고 변화해 가는 과정은 클라이막스를 향해 점점 고조되는 오페라의 선율처럼 최고의 순간을 향해 치달으며 잊지 못할 감동을 선사한다. 이 영화는 실화를 바탕으로 각색하였다.

## 실화 관련
이 영화의 실제 주인공은 지난 2009년 SBS '놀라운 대회 스타킹'에 '고딩 파바로티'로 출연해 화제를 모았던 김호중이다. 당시 그 방송을 영화관계자가 보고 김호중의 삶이 최근 한석규, 이제훈 주연의 영화 '파파로티'로 만들어지게 되었다. 불량 청소년에서 성악 천재로 변신해 '스타킹'을 찾았던 김호중 씨는 방송 후 대통령 표창을 받았고, 독일 RUTC 아카데미에 유학을 다녀왔다. 유학 생활 중에는 독일, 이탈리아, 프랑스의 각종 무대에서 전문가들의 호평을 받으며 세계적인 유망주로 주목받았다.
두 주인공은 교장 선생인 덕생(오달수 분)의 부탁으로 휴일임에도 불구하고 장호(이제훈 분)를 테스트하러 학교에 나온 상진(한석규 분)이 학교 주자장에서 장호가 타고 있던 차와 접촉사고가 일어나면서 처음 만나지만, 실제주인공 서수용 선생님은 후배로부터 김호중을 소개 받고 만날 약속을 정하고 오전 10시에 만나 곧바로 실력을 테스트 했고, 장호는 실력을 인정 받아 바로 김천예고로 전학올 수 있었다. 그리고, 장호에게 악보를 읽을 수 있도록 도움을 준 여자 친구 숙희(강소라 분)는 실제로는 김호중과 각종 콩쿨대회 1, 2위를 휩쓸고 다닌 친구 이재명 씨로 고등학교 졸업 후 서울대 음대 장학생으로 입학했다.
극중에서 조폭 생활을 청산하고 노래만 하고 싶어하는 장호를 대신해 상진조폭 보스를 만난 상진은 "손은 피아노 연주 때문에 안된다. 대신 내 발을 자르고 제자를 놔주면 안되냐"고 사정하는 장면이 있지만, 서수용 선생님은 뉴스엔과 인터뷰에서 "호중이가 조폭 생활을 정리할 때 개입하지 않았다. 영화에는 극적 긴장감 때문에 보스를 만나는 장면이 들어가 있는데 실제로 내가 만난 적은 없다"고 말했다. 또한, 조폭 세력 다툼에서 친한 형 창수(조진웅 분)가 칼에 찔려 죽는 장면도 극적 긴장도를 높이기 위해 각색된 것이다.

## 캐스팅
- 한석규 - 나상진 역
- 이제훈 - 이장호 역(아역: 성유빈)
- 조진웅 - 창수 역
- 이재용 - 보스 역
- 오달수 - 장덕생 역
- 강소라 - 숙희 역
- 진경 - 미선 역
- 이상훈 - 학주 역
- 이도연 - 영어샘 역
- 양한열 - 지민 역
- 김상균 - 민기 역
- 차종호 - 개털 역
- 윤진하 - 왕눈이 역
- 김용훈 - 두부 역
- 이유준 - 도끼 역
- 태항호 - 노래방조폭 1 역
- 배성우 - 경찬 역
- 정민성 - 진우 역
- 강성수 - 중기 역
- 손영순 - 장호할머니 역
- 오창경 - 형사 역
- 김지석 - 진상손님 역 (특별출연)
- 윤지인 - 진주 역

## 수상
- 2013년 제37회 몬트리올 세계 영화제 장편부문 출품
- 2013년 제4회 호주 한국영화제 Reach for the stars부문 출품
- 2013년 제27회 후쿠오카 아시아 영화제 그랑프리(최우수작품상) 수상
- 2013년 제16회 상하이 국제 영화제 파노라마부문 출품
- 2013년 제14회 전주국제영화제 코리아 시네마스케이프부문 출품
- 2014년 제10회 제천국제음악영화제 제천음악영화배우상(이제훈) 수상

## 같이 보기
- 김호중
- 네순 도르마